# Surwa

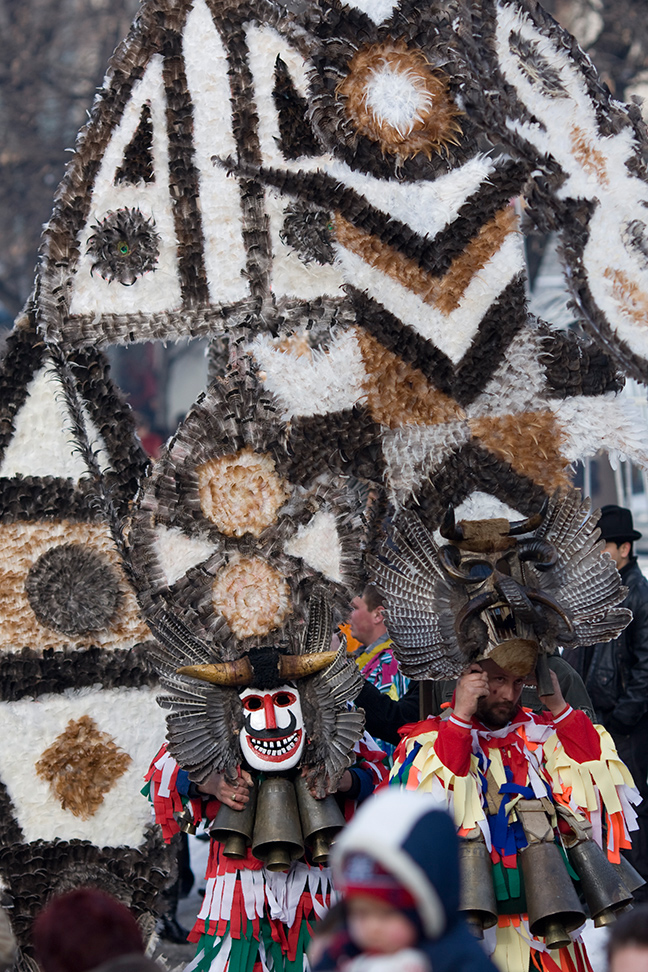
Międzynarodowy festiwal „Surwa”, 2010

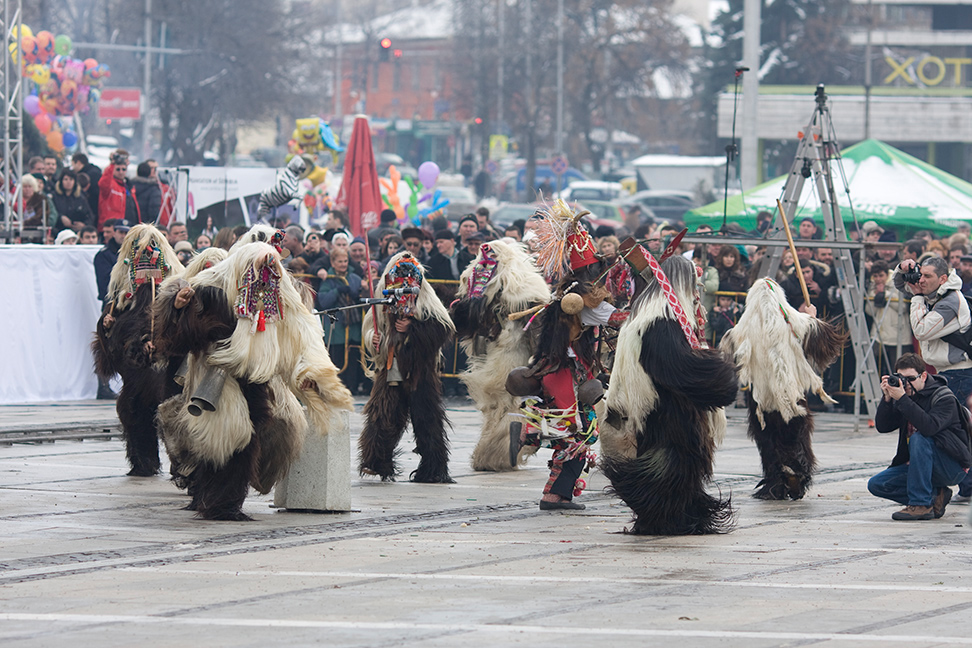
Kukierzy na festiwalu „Surwa”

Surwa (bułg. cурва) – obrzędy ludowe związane ze świętowaniem Nowego Roku (przypadającym według kalendarza juliańskiego na 13/14 stycznia), praktykowane we wsiach regionu Pernika w środkowo-zachodniej Bułgarii, a polegające na tym, że grupy przebierańców nazywanych Surwakari urządzają gry i zabawy w centrum wsi oraz odwiedzają okoliczne wsie i poszczególne domostwa. 
W 2015 roku Surwa została wpisana na listę niematerialnego dziedzictwa UNESCO.

## Opis
Surwa jest praktykowana we wsiach regionu Pernika w środkowo-zachodniej Bułgarii z okazji Nowego Roku przypadającego według kalendarza juliańskiego na 13/14 stycznia. Uczestnicy obrzędów nazywani są surwakarami – noszą specjalne, własnoręcznie wykonane maski, a niektórzy odtwarzają role, m.in. nowożeńców, księdza, niedźwiedzia itd. Surwakarzy ubrani są w futrzane lub szmaciane kostiumy, a ich maski mają charakter zoomorfocznyː często z rogami lub kłapiącymi dziobami, widoczne są też umorusane sadzą twarze z brodami i wąsami. Maski z regionu Pernika wykonywane są ze skór kozich lub owczych, przybierane piórami i skrzydłami ptactwa domowego.     
W zabawie uczestniczy ok. 2500 mieszkańców regionu – każda wieś tworzy własną grupę surwakarów.
Wieczorem 13 stycznia surwakarzy zbierają się w centrum wsi, gdzie palą ogniska, bawią się i zaczepiają mieszkańców. Surwakarzy odwiedzają wówczas okoliczne wsie i spotykają się z innymi grupami surwakarów, z którymi tańczą tradycyjny taniec horo.         
Rankiem 14 stycznia surwakarzy – wyłącznie wolni młodzi mężczyźni – odwiedzają poszczególne domostwa we wsi, odgrywając scenki zaślubin nowożeńców, a „niedźwiedź” ma zapewnić gospodarzom dobre zdrowie. Gospodarze czekają na surwakarów z zastawionymi stołami i obdarowują ich drobnymi prezentami, które przekazywane są później na cele charytatywne. Obrzęd ten spełniał funkcje inicjacyjne dla młodych mężczyzn.   
Od 1966 roku w ostatni weekend stycznia w Perniku urządzany jest noworoczny festiwal przebierańców Surwa, który w 1985 roku uzyskał status festiwalu międzynarodowego. 
W 2015 roku Surwa została wpisana na listę niematerialnego dziedzictwa UNESCO.